# Aspidogyne longibracteata
Aspidogyne longibracteata là một loài thực vật có hoa trong họ Lan. Loài này được (Soroka) Ormerod mô tả khoa học đầu tiên năm 2008.